# LCM

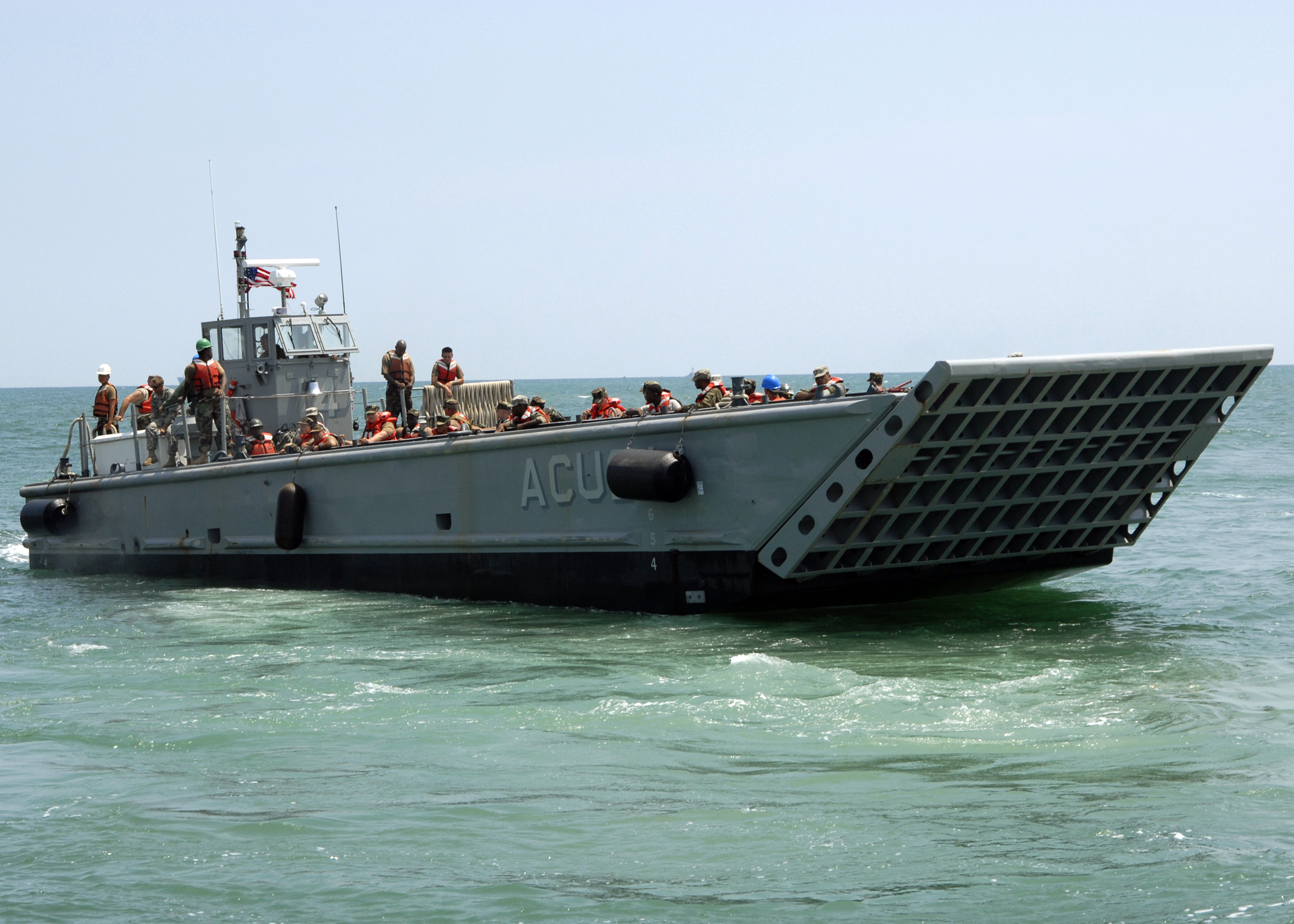
Американський landing craft mechanized (LCM) у червні 2009

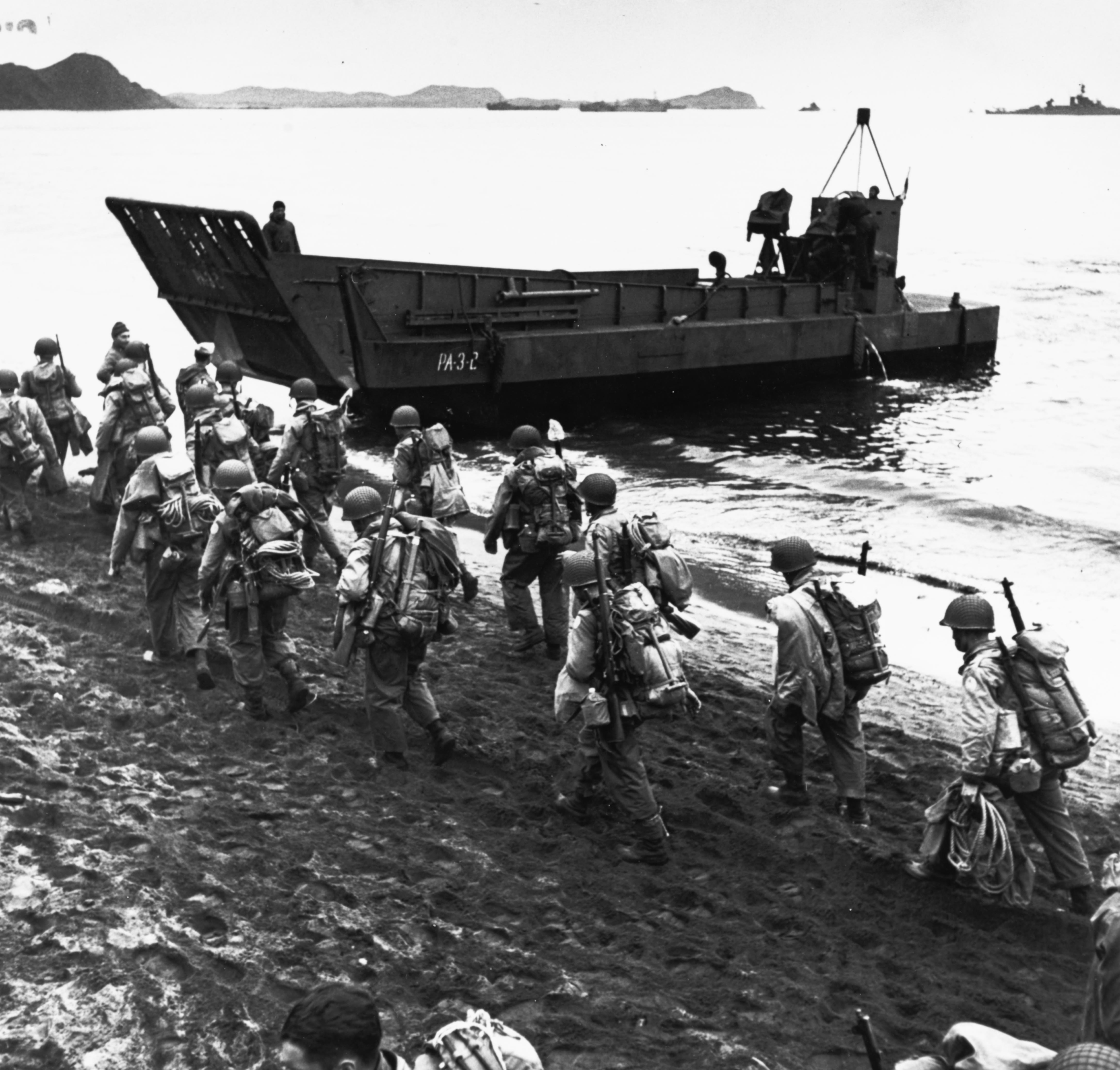
У серпні 1943. Війська і LCM

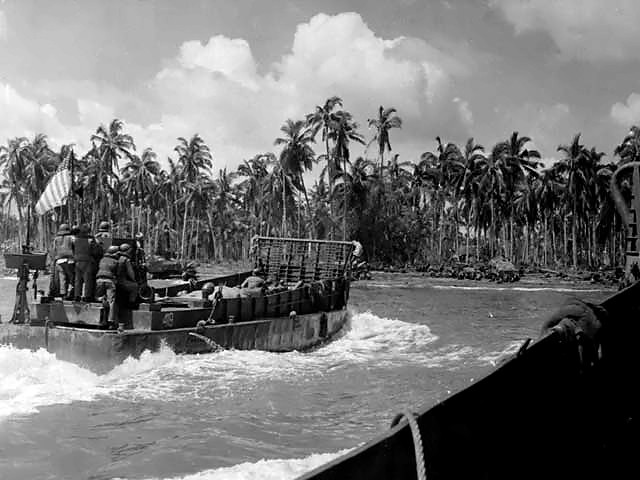
LCM під час висадки на Лейте

«Висадковий засіб механізований» (англ. Landing craft mechanized (LCM)) — десантно-висадковий засіб, призначений для перевезення транспорту. Здобули широку відомість у роки Другої світової війни, коли вони використовувалися для висадки сухопутних військ та танків під час десантних операцій союзників.

## Варіанти
Не було єдиної конструкції LCM, на відміну від LCVP чи LCA — десантно-висадкових засобів, які виготовлялися відповідно США та Великою Британією. Було кілька різних конструкцій, які вироблялися у США та Британії різними виробниками.
Британський «моторний висадковий засіб» був задуманий і випробуваний в 1920-х роках і використовувався з 1924 року у навчаннях. Це був перший спеціально побудований десантний засіб для танків. Він був родоначальником всіх наступних конструкцій LCM.

### LCM (1)
landing craft, mechanised Mark I, був ранньою британською моделлю. Він міг обслуговуватись шлюпбалками лайнера  або вантажного судна, в результаті він міг нести танки вагою не більше 16 тон.
Цей варіант був застосований під час Норвезької компанії та у  Дьєппі. Побудовано близько 600 одиниць.
- Водотоннажність: 35 тон
- Довжина: 13.6 м
- Ширина: 4.27
- Осадка: 1.22 м
- Двигуни: два бензинові Chrysler 100 hp
- Швидкість: 7 вузлів
- Екіпаж: 6 осіб
- Озброєння: два кулемети Lewis
- Вантажомісткість: один середній танк, чи 26.8 тон вантажу, чи 60 солдатів зі спорядженням
  - 100 осіб[2]
  - 54,500 фунтів з 9 дюймами надводного борту[3]

### LCM (5)
Британська модель LCM

### LCM (6)
Являє собою LCM (3) продовжену на 1,8 метра. Багато з цих  десантно-висадкових засобів були переобладнані у бронекатери під час війни у В'єтнамі для Річкових мобільних сил, що діяли на Меконзі. Були кілька модифікацій таких катерів: броньовані транспортери військ (armoured troop carriers, скорочено ATC, неформально «Tango»), «Zippos» з вогнеметами, «монітори» з 105 мм гаубицями та «Charlie» — варіант для управління.
- Двигуни:
  - 2 дизельні Detroit 6-71 по 348 кінських сил або
2 дизельні Detroit 8V-71; 460 кінських сил
- Довжина: 17.1 м
- Ширина: 4.3 м
- Водотоннажність: 65 тон (повна)
- Швидкість: 9 вузлів (16.6 км/год)
- Запас ходу: 130 миль (240 км) при швидкості 9 вузлів.
- Місткість: 34.6 тонни вантажу або 80 солдат зі спорядженням
- Екіпаж: 5 осіб

### LCM (8)

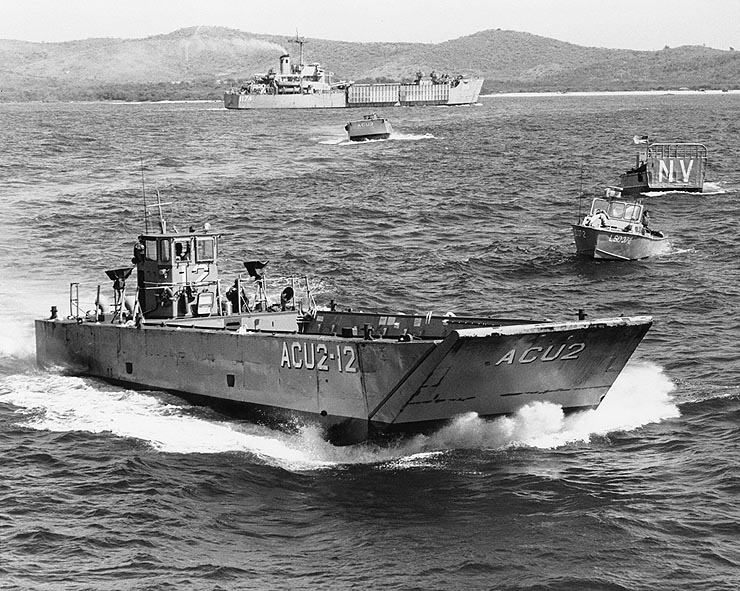
LCM-8 у березні 1972

### LCM (7)
Британська модель LCM

## Деякі оператори
- — Турецькі Військово-Морські Сили[4]
- — військово-морський флот США, Транспортна бригади 7-ї армії США
- — Королівський австралійський військо-морський флот
- — Австралійська армія
- — Військово-морські сили Іспанії
- — Королівський флот Нової Зеландії
- — Сили морської самооборони Японії